# Gare de Bréval
La gare de Bréval est une gare ferroviaire française de la ligne de Mantes-la-Jolie à Cherbourg, située sur le territoire de la commune de Bréval dans le département des Yvelines en région Île-de-France.
Elle est mise en service en 1855 par la Compagnie des chemins de fer de l'Ouest. C'est une gare de la Société nationale des chemins de fer français (SNCF), qui bien que située en région Île-de-France n'est pas desservie par des trains de banlieue mais par des trains Intercités et TER Normandie qui rejoignent la gare de Paris-Saint-Lazare ou celle de Mantes-la-Jolie.

## Situation ferroviaire
Établie à 127 mètres d'altitude, la gare de Bréval est située au point kilométrique (PK) 70,875 de la ligne de Mantes-la-Jolie à Cherbourg, entre les gares ouvertes de Mantes-la-Jolie et de Bueil.
Deux gares fermées encadrent Bréval, la gare de Ménerville entre Mantes-la-Jolie et Bréval et la gare de Gilles - Guainville entre Bréval et Bueil.

## Histoire
La gare de Bréval est mise en service le 1er juillet 1855 par la Compagnie des chemins de fer de l'Ouest, lorsqu'elle ouvre à l'exploitation la section de Mantes à Lisieux de la ligne de Paris à Cherbourg.
En 2016, selon les estimations de la SNCF, la fréquentation annuelle de la gare est de 633 406 voyageurs.

## Service des voyageurs

### Accueil
Gare SNCF, elle dispose d'un bâtiment voyageurs, avec guichet, dorénavant fermé au public, seul un ADUP est présent sur le quai en direction de Paris.

### Desserte
Bréval, bien qu'étant en Île-de-France, n'est desservie par aucun train de banlieue mais par les trains Intercités sur la relation de Évreux à Paris-Saint-Lazare et par des trains régionaux TER Normandie circulant entre les gares de Paris-Saint-Lazare et d'Évreux. Du lundi au vendredi, quelques trains sont prolongés jusqu'à Serquigny. De nombreux TER (tous, les samedis, dimanches et jours de fêtes), le plus souvent en assurant la liaison Mantes-la-Jolie - Évreux, commencent ou terminent à Mantes-la-Jolie où il est possible d'emprunter des trains de banlieue ou régionaux allant à Paris-Saint-Lazare et également des trains de banlieue vers Paris-Montparnasse.
S'agissant de la dernière gare en Île-de-France en direction de la Normandie, la tarification relevant du syndicat des transports d'Île-de-France (STIF) n'est pas valable au-delà.

### Intermodalité
Un parking pour les véhicules y est aménagé. La gare est desservie par les lignes 7825, 74, 88A, 89 et 91 du réseau de bus du Mantois.

## Galerie de photographies

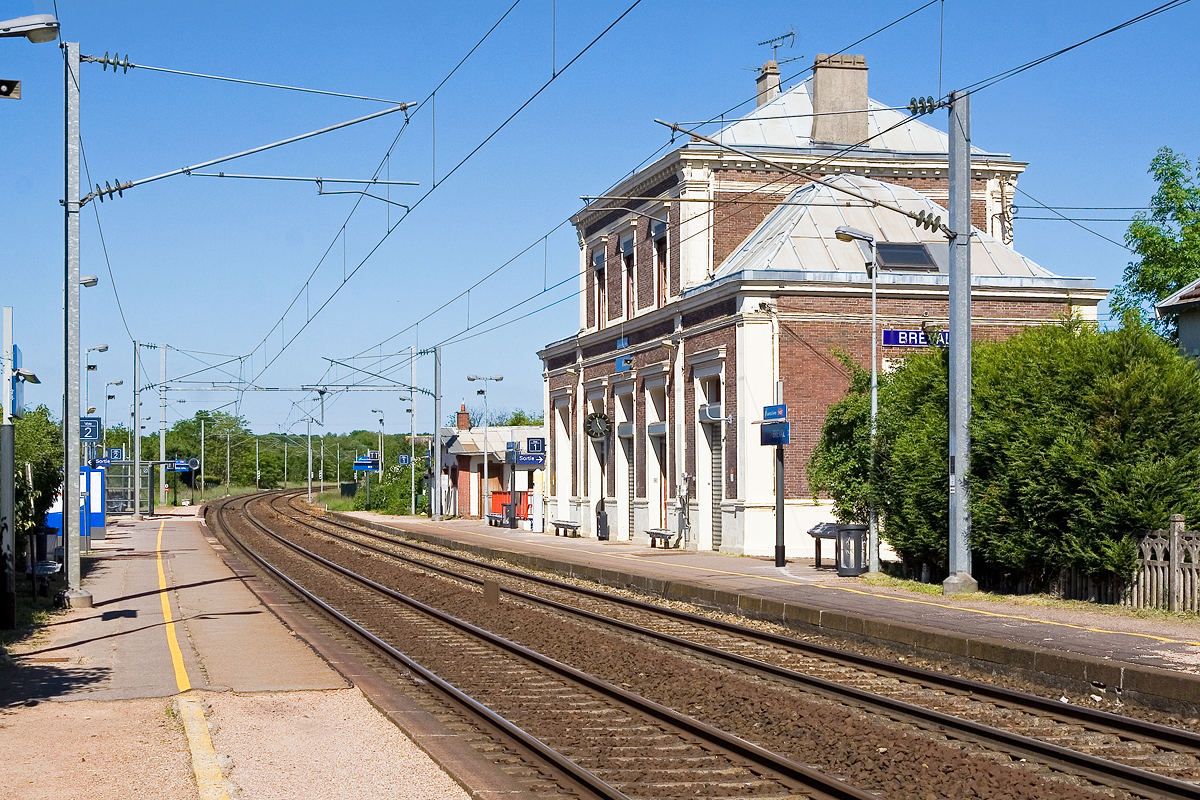
Vue vers Paris.
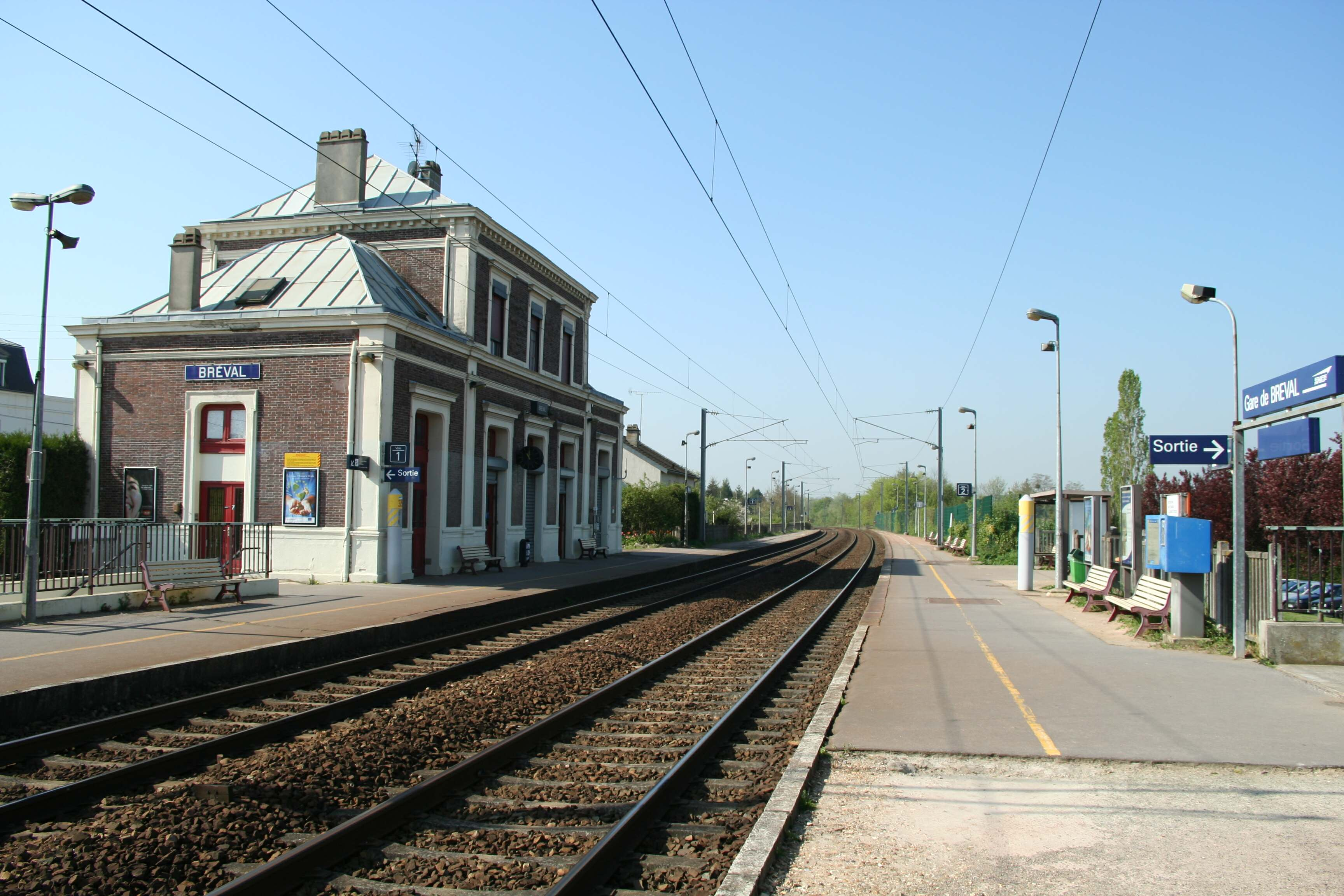
Vue vers Cherbourg.
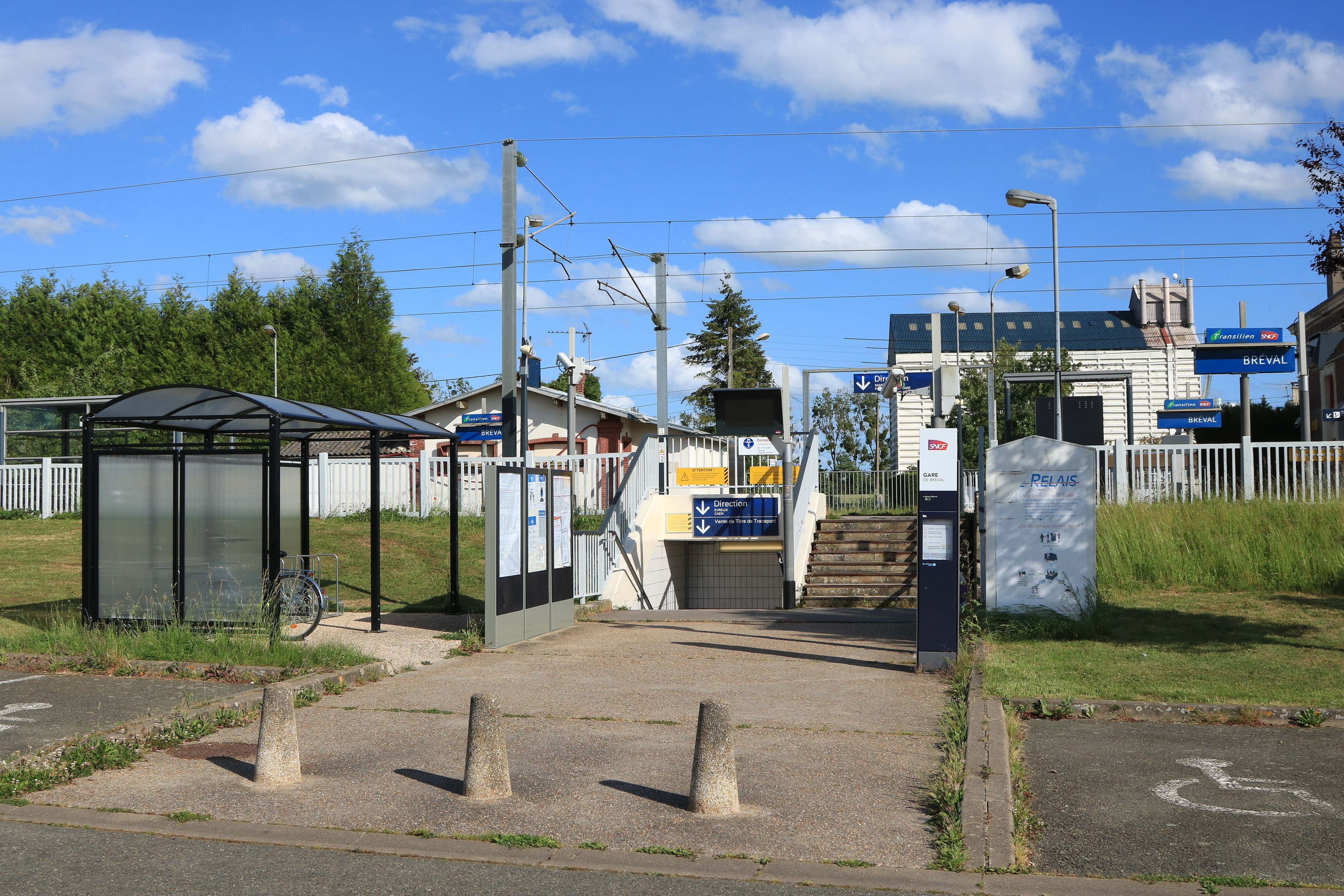
Accès ouest.